# Kyla Cole
Kyla Cole, vlastním jménem Martina Jacová (* 10. listopadu 1978, Prešov, Slovensko) je slovenská modelka a světoznámá erotická herečka, v současnosti považovaná za jednu z nejdražších erotických modelek světa.[zdroj⁠?!]

## Život
Po pádu komunistické diktatury odešla do USA. V březnu 2005 se dostala do modelingové scény, když byla vyhlášena za „Pet of the month“ (mazlíček měsíce) časopisu Penthouse. Od toho okamžiku její kariéra strmě rostla – absolvovala stovky pózování (fotky, filmy; obvykle nahá) a dostala se na obaly populárních erotických časopisů světa.[zdroj⁠?!]
Od srpna 2003 do dubna 2004 moderovala pořad Láskanie slovenské televizní stanice TV Markíza. V současnosti se věnuje charitě – stará se o sirotčinec v Šarišských Michaľanoch
Účinkovala v mnoha erotických filmech, které režíroval Andrew Blake (ve filmech Blonde and brunettes a Exhibitionists z roku 2001 a The Villa z roku 2002), také ve filmu Pets in paradise 2001 od Penthousu. Údajně pracuje na dalším filmu.
Mimoto provozuje webové stránky, prostřednictvím kterých komunikuje se svými fanoušky.

## Vzhled
- Míry: 92-61-89
- Výška: 170 cm
- Hmotnost: 55 kg
- Oči: Modré
- Vlasy: Hnědé
- Obuv: velikost 39 (EU)

## Fotomodelingová kariéra
- 2000: zúčastnila se photo-shootingu 'Olympic Games' pro Playboy USA.
- 2000–2003: Mnoho vystoupení, je pravidelně na mnoha titulních stránkách nejznámějších světových erotických časopisů
- Září 2002: vystoupení pro Playboy Česko
- Miss Monticello Raceway 1999 (NY, USA)
- Miss Hawaiian Tropic of West Palm Beach 2000 (FL, USA)